# Пшата (Церклє-на-Горенськем)
Пшата (словен. Pšata) — поселення в общині Церклє-на-Горенськем, Горенський регіон, Словенія. Висота над рівнем моря: 399,5 м.